# For the King II
For the King II é um RPG tático desenvolvido pela IronOak Games e publicado pela Curve Games. É a sequência de For the King (2018).

## Jogabilidade
Depois que a rainha de For the King se torna má, aventureiros partem para derrotá-la.  For the King II é um RPG tático com combate por turnos. Ele tem elementos de roguelite, como um mapa gerado proceduralmente e morte permanente. O combate acontece em uma grade, semelhante ao tabuleiro digital, e pode haver até quatro membros em cada grupo. Há duas fileiras para cada lado, permitindo que personagens mais fracos se escondam atrás de alguém com um escudo.  A dificuldade é personalizável, mas perder faz com que os jogadores reiniciem o jogo. Os pontos acumulados durante o jogo permitem que os jogadores desbloqueiem novos conteúdos para o próximo jogo.

## Desenvolvimento
Baseado em Vancouver o desenvolvedor IronOak Games foi influenciado por Dungeons & Dragons. Eles queriam implementar algo semelhante à maravilha de encontrar um novo item mágico e descobrir como seus poderes. Eles também queriam tornar a sequência mais orientada para o enredo e enfatizar a jogabilidade emergente. a Curve Games lançou para Windows em 2 de novembro de 2023. As portas para PlayStation 5, Xbox One e Xbox Series X/S estão programadas para serem lançadas em 12 de dezembro de 2024.

## Recepção
For the King II recebeu críticas positivas em Metacritic. a PC Gamer disseram que se divertiram com as batalhas desafiadoras, mas o jogo parecia mais um remake em alta definição do primeiro jogo do que uma sequência.  Embora o IGN tenha achado "interessante, desafiador e envolvente", eles disseram que algumas das informações ocultadas do jogador o tornaram desnecessariamente frustrante.

## Ligações Externas
- For the King II (site oficial) (em inglês)